# Psygmatocerus guianensis
Psygmatocerus guianensis är en skalbaggsart som beskrevs av Tavakilian och M. L. Monné 2002. Psygmatocerus guianensis ingår i släktet Psygmatocerus och familjen långhorningar.
Artens utbredningsområde är Venezuela. Inga underarter finns listade i Catalogue of Life.